# Axel af Palén
Axel af Palén, före adlandet 1770 Palén, född 6 juni 1756, död 21 juni 1809 i Stockholm, var en svensk militär.
Axel af Palén var son till lagman Erik Johan af Palén och Anna Johanna Forséen. Han blev kvartermästare vid Östgöta kavalleriregemente 1768, sergeant vid Änkedrottningens livregemente 1774, fänrik där samma år, löjtnant 1779, kapten och regementskvartermästare 1785 samt kapten vid Livregementets värvade infanteribataljon 1793. af Palén blev sekundmajor där 1794, premiärmajor 1796 och generaladjutant av flygeln och överstelöjtnant i armén 1802. Han var sekundchef för Finska gardesregementet 1806–1808, blev överste 1808 och var 1808–1809 chef för Palénska regementet och 1809 sekundchef för Andra gardesregementet. af Palén blev 1797 riddare och 1809 kommendör av Svärdsorden.